# Waikiki
Waikiki (in lingua hawaiiana Waikīkī, ʋaikiːkiː) è un quartiere di Honolulu, nella contea omonima dello stato delle Hawaii (Stati Uniti). Si trova sulla costa sud dell'isola di Oahu.

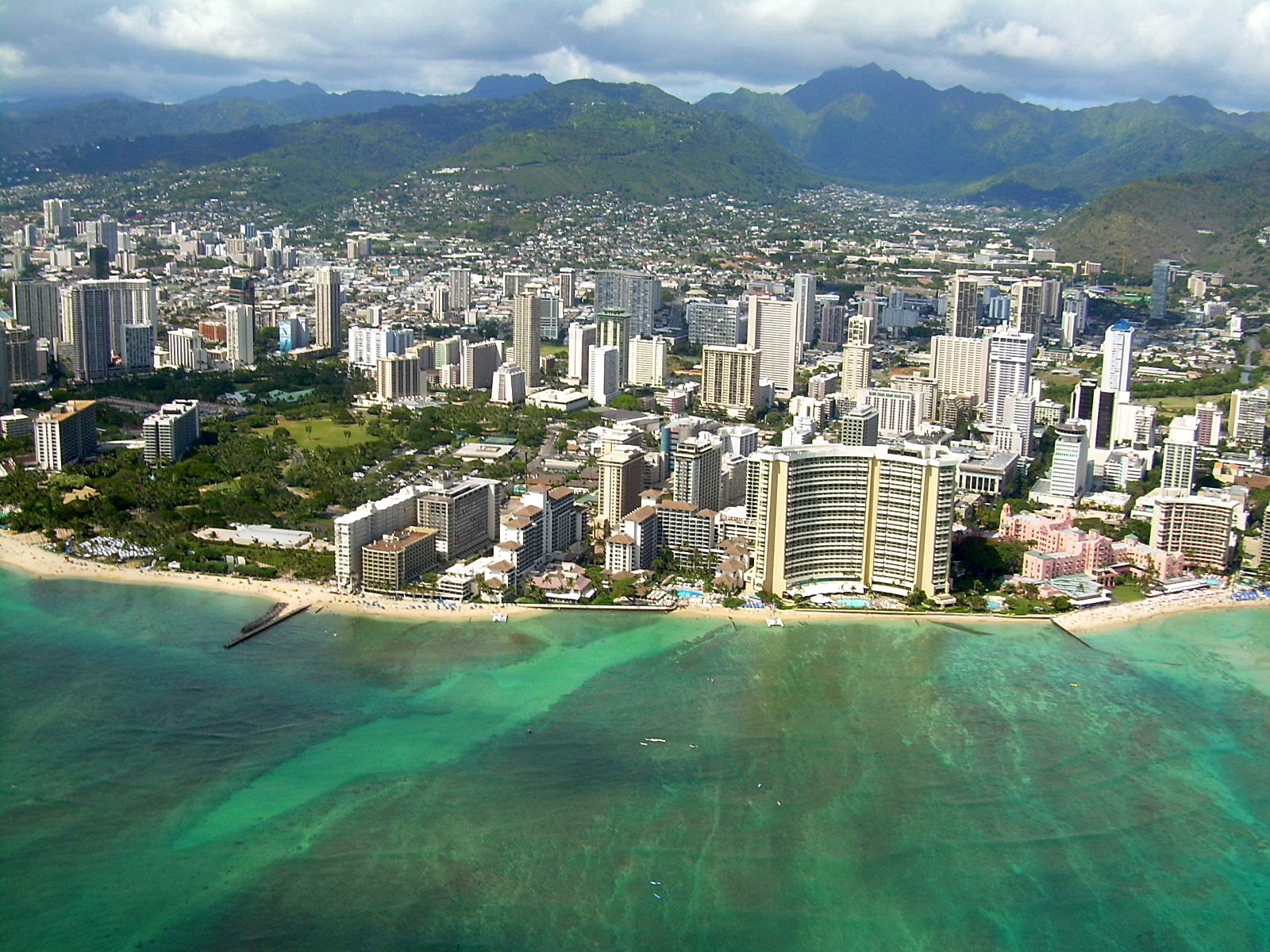
Vista aerea di Waikiki Beach

Il quartiere si estende dall'Ala Wai Canal (un canale scavato per drenare la zona umida che vi si trovava in precedenza), nel nord-ovest, al vulcano Diamond Head, nell'est. Il nome significa, in hawaiiano, acqua spruzzata, zampillante, e si riferisce alle sorgenti e ai ruscelli che alimentavano la zona umida che un tempo separava Waikiki e l'interno dell'isola. Per molto tempo, Waikiki è stato un luogo di ritiro, in particolare, è stata tale per i reali hawaiiani nel XIX secolo.
Oggi il quartiere e la spiaggia sono considerati il centro dell'industria turistica delle Hawaii, con i suoi hotel, moderni (come l'Hilton Hawaiian Village, l'Hotel Halekulani, lo Hyatt Regency Waikiki, il Trump Waikiki e lo Sheraton) e storici, risalenti all'inizio del XX secolo (come il Moana Surfrider Hotel e il Royal Hawaiian Hotel). La spiaggia di Waikiki Beach è tra le più conosciute del mondo.
La spiaggia ha avuto, nel tempo, problemi di erosione, e ciò ha portato alla costruzione di frangiflutti e a progetti di riempimento della spiaggia. Ad esempio, negli anni venti e trenta, la sabbia fu prelevata da Manhattan Beach in California e trasportata a Waikiki.